# Gordellied
Ter promotie van het Vlaamse evenement De Gordel wordt sinds 1987 jaarlijks een nieuw Gordellied uitgebracht (het eerste Gordellied van 1981 niet meegerekend). Verschillende Vlaamse artiesten werden reeds uitgenodigd om een eigen versie van het Gordellied te maken. Het lied wordt onder andere door media-partner Radio 2 veelvuldig gespeeld in de weken voorafgaand aan het evenement. Op de dag van De Gordel zelf geven de artiesten vaak optredens in een of meerdere Gordelknooppunten (startplaatsen).

## Overzicht van uitvoerders en titels Gordelliedjes
- 1981: Micha Marah - Ik hou van alle zes
- 1987: Will Tura - Gordelen moet je doen
- 1988: Connie Neefs - Sport is tof
- 1989: Clouseau - Gordelen
- 1990: Clouseau - Gordelen
- 1991: Bart Kaëll - Ik gordel nooit zonder jou
- 1992: Isabelle A - Gordel je mee?
- 1993: Samson en Gert - Het Gordellied
- 1994: Margriet Hermans - Zorg dat je op de Gordel bent
- 1995: Pop In Wonderland - Omgord de stad
- 1996: Kamiel Spiessens - Gordelfeest
- 1997: Bart Van den Bossche - Een lange groene stoet
- 1998: Helmut Lotti - Gordellied 1998
- 1999: Mama's Jasje - Gordellied '99
- 2000: K3 - De Gordel is er weer
- 2001: Voice Male - Gordeldier
- 2002: Coco Jr. - Gordel-reggae
- 2003: Yasmine - Fietsen en liefde
- 2004: Spring - Spring op de fiets
- 2005: Will Tura, Mama's Jasje, Isabelle A en Voice Male - Reik elkaar de hand
- 2006: Bart Peeters met Barbara Dex, Sandrine en Belle Pérez - Tandje bij
- 2007: Gene Thomas en Esther - Geef Kleur!
- 2008: Bart Herman en Barbara Dex - Onderweg naar jou
- 2009: Nicole & Hugo, Wim Soutaer, Mama’s Jasje, Bart Peeters - Zoveel te doen (4 verschillende versies)
- 2010: Laura Lynn, Roel Vanderstukken, Jelle Cleymans - Fietsen, lopen, stappen (3 verschillende versies)
- 2011: Buurman - De Gordel komt eraan